# Настало время сурьёзности
«Настало время сурьёзности» — шестой эпизод двадцать второго сезона мультсериала «Южный Парк». Вышел 7 ноября 2018 года в США. Премьера в России состоялась 14 ноября на телеканале Paramount Comedy.
Эпизод содержит отсылку на эпизод «Челмедведосвин». В серии присутствует бывший вице-президент США Эл Гор, которого завербовывают главные герои для решения проблемы, вызывающей гибель многих жителей Южного Парка. Эпизод является первой частью двухэпизодной сюжетной линии, которая в основном посвящена отрицанию изменения климата.

## Сюжет
Джимбо и Нед во время охоты замечают следы медведя. Во время его выслеживания они приходят на ферму Рэнди. Внезапно на Неда нападает челмедведосвин и уносит его в неизвестном направлении. Позже об этом существе Стэн рассказывает своим друзьям.
Сержант полиции Луис Ейтц сдаёт свою смену и собирается пойти домой поиграть в Red Dead Redemption 2, но в это время поступает сообщение, что одного из школьников нашли мёртвым на школьном дворе. Несмотря на то, что от него остались только несъеденные останки, сержант Ейтц уверен, что его застрелили. После опроса Кенни и Картмана он выдаёт ордер на их арест.
Разобравшись с документами, сержант Ейтц снова собирается уйти домой и поиграть в игру, но ему сообщают, что были обнаружены тела детей в лесу. Сержант опять уверен, что это из-за перестрелки. Многие люди уверены, что челмедведосвина на самом деле не существует, а те, кто в него верят, не знают, что с ним делать. После его нападения на ресторан сержанту Ейтцу сообщают, что вместе с Картманом и Кенни пропали ещё Стэн и Кайл. Сержант Ейтц объявляет их виновными в очередной «перестрелке» и выдаёт ордер на их арест. Когда Ейтц всё же приходит домой, он обнаруживает, что его жена играла в его игру и теперь ему надо начать её проходить заново.
Вспомнив, что бывший вице-президент США Эл Гор в прошлом занимался попыткой доказать существование челмедведосвина, ребята приходят к нему за помощью. Он сердито вспоминает время, когда он пытался всех предупредить об этом, но его никто не слушал. Он просит извиниться за это. После того, как мальчики принесли свои извинения, Эл Гор всё равно отказывался им помогать. В ходе показа фильма ребята узнают, что Эл Гор тоже играет в Red Dead Redemption 2 и не знает, как продать в игре вещи. Ребята обещают ему рассказать, как это можно сделать, если он им поможет.
Эл Гор говорит, что челмедведосвин на самом деле демон, который был послан дьяволом по неизвестной причине. Они решают вернуть челмедведосвина в ад, устроив ритуал и вызвав сатану. Для этого они приносят в жертву козу. Сатана посылает их в библиотеку, а Эл Гор просит его пойти с ними. Они узнают, что кто-то из города заключил сделку с челмедведосвином. Их окружает полиция и требует сдаться. Дедушка Стэна, который смотрит момент их ареста по телевизору, приходит в ужас, подразумевая, что он и был тем, кто заключил сделку с челмедведосвином.

## Отзывы
Джесси Шедин из IGN оценил эпизод в 9.1 из 10, заключив в своём отзыве, что до этого эпизода казалось, будто сюжет с крестовым походом Эла Гора против челмедведосвина уже не может получить никакого развития, но эпизод доказал неправильность этого суждения, получив выигрыш от возвращения Эла Гора и его заклятого врага (являющегося метафорой на изменение климата). Он также отметил, что сюжетная линия выглядит как попытка извиниться за предыдущий отказ Южного Парка признать изменение климата серьёзной проблемой.
Джон Хьюгар из The A.V. Club дал этому эпизоду оценку B и согласился с Шедином, что эпизод выглядит как извинение за предыдущее высмеивание Эла Гора и проблемы изменения климата, указав в своем отзыве: «Больше всего я удивлен, что этот эпизод вообще существует. За последние несколько сезонов Трей и Мэтт посмотрели вглубь дела и пришли к выводу, что что-то, относительно чего они ранее высказывались, претерпело изменение временем; но и несколько неожиданно то, что они взяли старый эпизод и сказали «проклятье, мы облажались»».
Во время записи The Daily Show, Эла Гора спросили, что он думает о том, как Южный Парк представил его и челмедведосвина в этом и последующем эпизодах, на что он ответил: «Я думаю, что это было сильное заявление от Южного Парка и я очень ценю это».
- Пресс-релиз эпизода на сайте South Park Studios (англ.)
- Эпизод на сайте South Park Studios (англ.)
- «Настало время сурьёзности» (англ.) на сайте Internet Movie Database